# 210P/Christensen
210P/Christensen é um cometa periódico descoberto em 2003 pela SOHO e redescoberto em 2008 pela STEREO-B.